# Alexandra Hector
Alexandra Hector, née le 23 juin 1975, est une joueuse puis entraîneuse française de handball. Internationale, elle évoluait au poste de gardienne de but.

## Biographie
Elle découvre le très haut niveau dès l'âge de 17 ans à l'ASPTT Metz, Pendant les cinq saisons suivantes, elle doit cependant se contenter de peu de temps de jeu, barrée par Irina Popova et Lenka Černá. Elle quitte le club en 1996 pour rejoindre Mérignac.
Doublure de Valérie Nicolas en équipe de France, elle est  finaliste du championnat du monde 1999 face à la Norvège.
En 2002, elle quitte Mérignac pour rejoindre Bondy. Après une saison réussie à Bondy où elle termine en tête du classement par arrêts du championnat avec 265 arrêts, elle rejoint Issy-les-Moulineaux en 2003.
En 2004, elle accepte un poste de cadre technique régional et met un terme à sa carrière sportive à seulement 29 ans. Durant dix ans, aux côtés de Corinne Krumbholz, elle est coordinatrice du pôle espoirs féminin de handball de Metz. Depuis 2014, elle a pris la succession de Jean Piétrala et intervient auprès des gardiennes du Metz Handball,.

## Palmarès

### Club
- Vainqueur du Championnat de France en 1993, 1994, 1995 et 1996 (avec ASPTT Metz)
- Vainqueur de la coupe de France en 1994[5] (avec ASPTT Metz)
- Vainqueur du Championnat de France de D2 en 1999 (avec Mérignac Handball)

### Équipe de France
- vice-championne du monde en 1999,  Norvège /  Danemark